# Лясоцице
Лясоцице (пол. Lasocice) — пассажирская и грузовая железнодорожная станция в селе Лясоцице в гмине Свенцехова, в Великопольском воеводстве Польши. Имеет 2 платформы и 3 пути.
Станция на железнодорожной линии Лодзь-Калиская — Форст, построена в 1857 году, когда эта территория была в составе Королевства Пруссия.